# Campionati asiatici di lotta 1979
I Campionati asiatici di lotta 1979 sono stati la 1ª edizione della manifestazione continentale organizzata dalla FILA. Si sono svolti dall'8 al 1º novembre 1979 a Jalandhar, in India.

## Medagliere
| Pos.   | Paese         | Oro | Argento | Bronzo | Totale |
| ------ | ------------- | --- | ------- | ------ | ------ |
| 1      | Giappone      | 5   | 1       | 1      | 7      |
| 2      | India         | 4   | 2       | 3      | 9      |
| 3      | Pakistan      | 1   | 0       | 1      | 2      |
| 4      | India         | 0   | 6       | 2      | 8      |
| 5      | Corea del Sud | 0   | 2       | 1      | 3      |
| 6      | Cina          | 0   | 0       | 1      | 1      |
| Totale | Totale        | 10  | 10      | 10     | '30    |

## Podi

### Lotta libera maschile
| Evento         | Oro                      | Argento         | Bronzo               |
| fino a 48 kg   | Takashi Irie             | Mahabir Singh   | Sobhan Rouhi         |
| fino a 52 kg   | Masaki Motozawa          | Ashok Kumar     | Ji Yong-hong         |
| fino a 57 kg   | Muhammad Azeem           | Rasoul Hosseini | Gian Singh           |
| fino a 62 kg   | Tsuneo Taga              | Ali Abdoli      | Yang Jung-mo         |
| fino a 68 kg   | Akira Miyahara           | Jagminder Singh | Jahandar Abdolbagher |
| fino a 74 kg   | Mohammad Hossein Mohebbi | Ko Jin-won      | Rajinder Singh       |
| fino a 82 kg   | Jabbar Mahdioun          | Masaru Motegi   | Wang Yaowei          |
| fino a 90 kg   | Mohammad Hassan Mohebbi  | Budh Singh      | Akira Suzuki         |
| fino a 100 kg  | Yoshiaki Yatsu           | Kartar Singh    | Alireza Soleimani    |
| oltre a 100 kg | Reza Soukhteh-Saraei     | Satpal Singh    | Salah-ud-Din         |